# Saint-Joseph-de-Rivière
Saint Joseph de Rivière é uma comuna francesa na região administrativa de Auvérnia-Ródano-Alpes, no departamento de Isère. Estende-se por uma área de 17,39 km². Em 2010 a comuna tinha 1 250 habitantes (densidade: 71,9 hab./km²).